# Julien Saelens
Julien Saelens (Brugge, 20 augustus 1920 – Kahla, 8 april 1945) was een Belgische atleet, die was gespecialiseerd in de sprint. Hij nam eenmaal deel aan de Europese kampioenschappen en veroverde op twee verschillende onderdelen acht Belgische titels.

## Biografie
Julien Saelens startte met atletiek in 1936. In 1938 werd hij voor het eerst Belgisch kampioen op de 100 en 200 m. Hij nam dat jaar ook deel aan de Europese kampioenschappen in Parijs. Hij werd vierde op de 200 m en haalde de halve finale op de 100 m, telkens met een evenaring van het Belgisch record. Hij zou nog driemaal de dubbel halen op het Belgisch kampioenschap. In 1941 evenaarde hij het Belgisch record op de 400 m. Een jaar nadien verbeterde hij dit record.
Saelens was meubelmaker en tijdens de Tweede Wereldoorlog sloot hij zich aan bij het Verzet. Hij werd op 11 mei 1944 opgepakt en naar Duitsland gedeporteerd. Daar werd hij op 7 april 1945 om 7.30h in Lager E te Kahla door een bewaker (Volkssturm) doodgeschoten.

### Clubs
Saelens was aangesloten bij Olympic Brugge. Het Bloso-centrum in Assebroek is naar hem genoemd.

## Belgische kampioenschappen
| Onderdeel | Jaar                   |
| --------- | ---------------------- |
| 100 m     | 1938, 1939, 1941, 1943 |
| 200 m     | 1938, 1939, 1941, 1943 |

## Persoonlijke records
| Onderdeel | Prestatie | Datum             | Plaats    |
| --------- | --------- | ----------------- | --------- |
| 100 m     | 10,6      | 31 juli 1938      | Brussel   |
| 200 m     | 21,7      | 3 september 1938  | Parijs    |
| 400 m     | 49,3      | 12 september 1942 | Antwerpen |

## Palmares

### 100 m
- 1938:  BK AC - 10,6
- 1938: ½ fin. EK in Parijs - 10,6
- 1939:  BK AC - 10,9
- 1941:  BK AC - 10,8
- 1943:  BK AC - 10,8

### 200 m
- 1938:  BK AC - 22,2
- 1938: 4e EK in Parijs - 21,7
- 1939:  BK AC - 22,0
- 1941:  BK AC - 22,3
- 1943:  BK AC - 22,4

### 220 yard
- 1939:  Brits AAA-kamp.

## Onderscheidingen
- 1945: Grote Prijs KBAB (postuum)